# Benedito de Assis da Silva
Benedito de Assis da Silva, detto Assis (San Paolo, 11 novembre 1952 – Curitiba, 6 luglio 2014), è stato un calciatore e allenatore di calcio brasiliano, di ruolo centrocampista.
Affetto da un grave problema ai reni, nel 2014 venne ricoverato all'ospedale di Curitiba "Hospital Vita" dove è scomparso il 6 luglio all'età di 61 anni.

## Caratteristiche tecniche
Giocava come centrocampista offensivo.

## Carriera

### Club
Iniziò a giocare nel 1972 con il Francana, debuttando però nel calcio professionistico con il São José nel 1974; la prima esperienza nel campionato nazionale fu con il Francana nel 1979. Nel 1983 passò al Fluminense, formando una solida coppia d'attacco con Washington, che venne soprannominata Casal 20 (Cuore e batticuore) dal nome di una celebre serie TV in voga in Brasile in quegli anni. Con la maglia del club di Rio de Janeiro ottenne molti successi, tra cui la vittoria del Campionato Carioca per tre anni consecutivi e la conquista del Taça de Ouro 1984.
Conclusa l'esperienza con la maglia del Flu, si trasferì prima al Paysandu e poi al Paraná, dove chiuse la carriera nel 1991 vincendo il Campionato Paranaense per la quarta volta in carriera. Dopo la fine dell'attività agonistica si è dedicato alla cura del settore giovanile del Fluminense.

### Nazionale
Ha giocato due partite con il Brasile di Telê Santana, contro Uruguay e Inghilterra nel 1984, ma non riuscì ad ottenere l'inclusione nella lista di convocati per Messico 1986.

## Palmarès

### Club

#### Competizioni nazionali
- Campionato paulista: 1

San Paolo: 1980
- Campionato Gaúcho: 1

Internacional: 1981
- Campionato Paranaense: 4

Atlético-PR: 1982, 1988, 1990
Paraná: 1991
- Campionato Carioca: 3

Fluminense: 1983, 1984, 1985
- Campionato brasiliano: 1

Fluminense: 1984